# Pontusi bűzbogár
A pontusi bűzbogár (Blaps halophila) a rovarok (Insecta) osztályának a bogarak (Coleoptera) rendjéhez, ezen belül a mindenevő bogarak (Polyphaga) alrendjéhez és a gyászbogárfélék (Tenebrionidae) családjához tartozó faj.

## Elterjedése
Európai elterjedésű faj, a Bécsi-medencétől Szibériáig fordul elő. Magyarországon az Alföldön és dombvidékeken él.

## Megjelenése
Nagy méretű (17–22 mm), egységes fekete színezetű bogár. Testének felülete fényes, sűrűn pontozott. A többi Blaps-fajhoz megjelenésében elég hasonló. Fontosabb különbségek a rokon fajoktól a következőek:
- szárnyfedői keskenyek,
- előtora négyszögletes,
- utolsó haslemeze nem szegélyezet.

## Életmódja
Domb- és síkvidéken fordul elő. Éjszakai állat; a nappalt gödrökben kövek alatt, állati üregekben tölti.

## Szaporodása
A nőstények korhadó növényi részek közé helyezik tojásaikat. Lárváik a drótférgekre emlékeztető, hengeres testalkatúak, viszont az előbbiekkel ellentétben testük alul lapított.

## Rendszertani kapcsolatai
Hazánkban több, egymáshoz elég hasonló Blaps-faj él. Köztük a karomízek alakulása, a hímek haslemezeinek alakulása és a szárnyfedők alakja alapján lehet különbséget tenni.